# Huddersfield (stacja kolejowa)
Huddersfield – stacja kolejowa w Huddersfield, w hrabstwie West Yorkshire, w Anglii. Znajdują się tu 3 perony.